# ソルントゥム
ソルントゥムまたはソルス（ギリシア語：Σολόεις、トゥキディデス：Σολοῦς、ディオドロス：Σολουντῖνος、貨幣の刻印： Σολοντῖνος、イタリア語 Solunto）はシケリア（シチリア）の古代都市。フェニキア人がシケリアに建設した主要な三つの都市の一つであり、島の北岸で他のフェニキア人主要都市であるパノルムス（現在のパレルモ）から16キロメートルの距離にあり、ザッフェラノ岬（Capo Zafferano）の東の付け根に位置する。
街はカタルファーノ山（Monte Catalfano）の南東斜面標高183メートルあたりに建設され、防御に適した場所であり、周囲の眺望も良い。一部の学者はソルントゥムとソルスは極めて近くにはあったが別の都市であったと考えている。最初にソルスが建設され、その上側にソルントゥムが建設されて、住民を吸収していった。現在の行政区分ではパレルモ県のコムーネであるサンタ・フラーヴィアのソラントに位置する。

## 歴史
ソルントゥムの建設時期は、パノルムスと同様に不明である。隣接するパノルムスと同じく、ソルントゥムはギリシア人殖民都市がシケリア中に広がった際にシケリア西部にフェニキア人が保持していた数少ない都市の一つである。その後パノルムスとモティアと共に、カルタゴ領、もしくはカルタゴ従属都市となった。紀元前397年にシュラクサイの僭主ディオニュシオス1世の恐ろしい軍備のためにシケリアのカルタゴ同盟都市がそれを破棄した際にも、ソルントゥムとカルタゴの同盟は揺らがなかった。その領土はディオニュシオスに略奪されたが、効果はなかった。この戦争の後半（紀元前396年）、ソルントゥムは裏切ってディオニュシオスに手に落ちたが、直ぐにカルタゴがこれを奪還した。ソルントゥムは通常は確かにシケリアにおけるカルタゴ領の都市のひとつであったが、紀元前307年にはシュラクサイの僭主アガトクレスの軍隊に占領された。しかしアガトクレスがカルタゴと平和条約を結ぶと、再びカルタゴの手に戻った。第一次ポエニ戦争の間でも、ソルントゥムはカルタゴの属領であったことが分かる。パノルムスがローマに攻め落とされると、ソルントゥムも開城した。シケリア全体がローマのシキリア属州となるとソルントゥムはそのムニキピウム（自治都市）の一つとなったが、その重要性は高くなく、キケロの『ウェッレス弾劾演説』でほんの少し触れられている程度である。大プリニウスとプトレマイオスの著作には記述があるが、その名前は誤ってὈλουλίςと綴られており、アントニウスの旅程表（en）のポイティンガー図ではパノルムスから12マイル、テルマエ（現在のテルミニ・イメレーゼ）から12マイルの距離にあるとされている。ソルントゥムは古代から貨幣を鋳造していた。完全に破壊されたのはサラセンの時代と思われる。

## 発掘と遺跡
現在発掘されているのはローマ時代の遺跡であり、まだ調査されていない部分もかなりある。大きな石のブロックで舗装された2本の古代の道路の痕跡が街まで続いており、カタルファノ山の頂上全体が古代の城壁と建物の基礎の破片で覆われている。2つの寺院の遺跡があり、柱頭とフリーズの一部が発見されている。ライオンと豹の彫刻の間に立つ古代オリエント風アルテミスの像が発掘されており、パレルモの博物館に他の発掘物と共に展示されている1857年にはカラカラ帝の妻フルウィア・プラウティッラ（en）を市民が称えた碑文が発見されている。南側から街に接近する道路は曲がりくねっているが、急な傾斜地であるにもかかわらず、市内の道路は同一間隔で東西および南北に走っており、交差点は直角である。道路は原則として厚い石板で舗装されている。建物は壁は当初は仕上げ加工がされておらず、後に漆喰で仕上げられている；城壁の下部にはしばしば自然石が使われている。ペリスタイルを持つ大きな屋敷の一つが1911年に発見されているが、誤ってギュムナシオンと名付けられた。街の最上部には岩を加工した水槽があり、頂上部にはモザイク装飾された床と塗装された壁を持つ大きな屋敷がある。いくつかの墓も発見されている。

## 参考資料
- この記事にはアメリカ合衆国内で著作権が消滅した次の百科事典本文を含む: Ashby, Thomas (1911). "Soluntum". In Chisholm, Hugh (ed.). Encyclopædia Britannica (英語). Vol. 25 (11th ed.). Cambridge University Press. p. 368.
- この記事には現在パブリックドメインである次の出版物からのテキストが含まれている: Bunbury, Edward Herbert (1857). "So'lus or Soluntum". In Smith, William (ed.). Dictionary of Greek and Roman Geography. Vol. 2. London: John Murray. p. 1021.